# ویتیبروک
ویتیبروک (به انگلیسی: Withybrook) یک روستا و محله مدنی در بریتانیا است که در راگبی، واریک‌شایر واقع شده‌است. ویتیبروک ۲۴۲ نفر جمعیت دارد.